# Prádena
Prádena ist eine Gemeinde in der spanischen Provinz Segovia. Sie liegt im Süden der Autonomen Region Kastilien und León, an der Nordwestabdachung der Sierra de Guadarrama. Sie hat 468 Einwohner (Stand: 2024). Zur Gemeinde gehört neben dem Hauptort Prádena die Ortschaft Castroserna de Arriba. 

## Geographie
Prádena liegt etwa 38 Kilometer ostnordöstlich vom Stadtzentrum von Segovia in einer Höhe von ca. 1120 m. 
Prádena befindet sich innerhalb der Zone des kontinentalen mediterranen Klimas.

## Bevölkerungsentwicklung
| Jahr      | 1970 | 1981 | 1991 | 2001 | 2011 | 2021 |
| Einwohner | 627  | 559  | 541  | 545  | 616  | 508  |

## Sehenswürdigkeiten
- Höhle Los Enebralejos (Cueva de los Enebralejos)
- Martinskirche (Iglesia de San Martín)
- Rochuskapelle

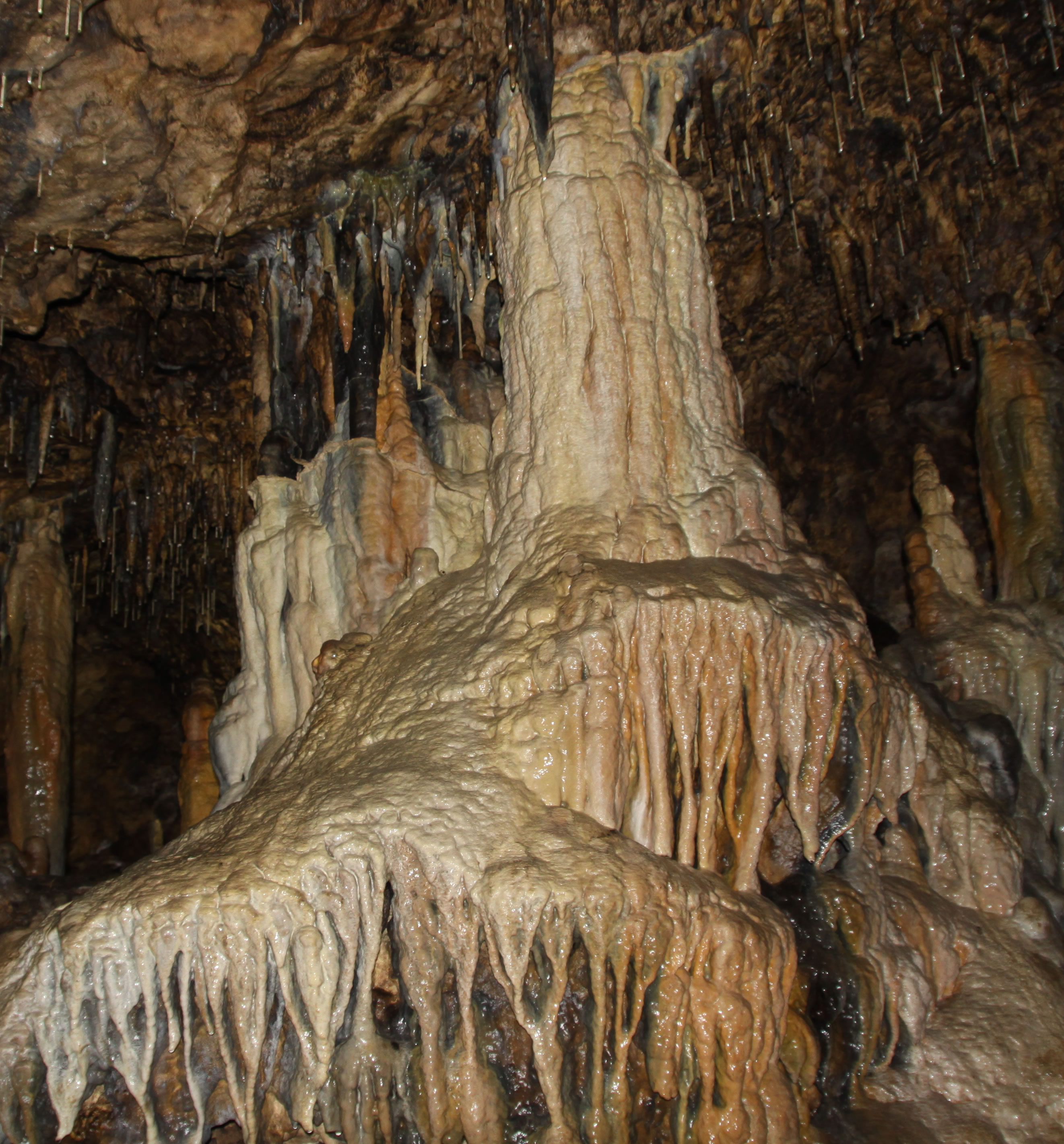
Höhle Los Enebralejos
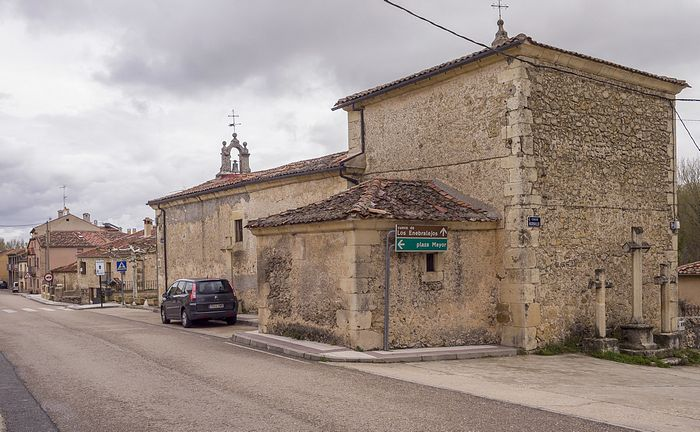
Rochuskapelle